# إي (لغة برمجة)
إي (بالإنجليزية: E)‏، هي لغة برمجة كائنية التوجه صممت لكتابة برامج تتميز بـحوسبة موزعة آمنة، من قبل مارك ميلر ودان بورنستين وغيرهم في شركة إليكتريك كوميونتيز في سنة 1997.
ترجع هذه اللغة إلى لغة جول المتزامنة وإلى إي الأصل [بحاجة لمصدر]، وهي مجموعة من الملحقات للغة جافا من أجل الحوسبة الموزعة الآمنة.